# Quilow

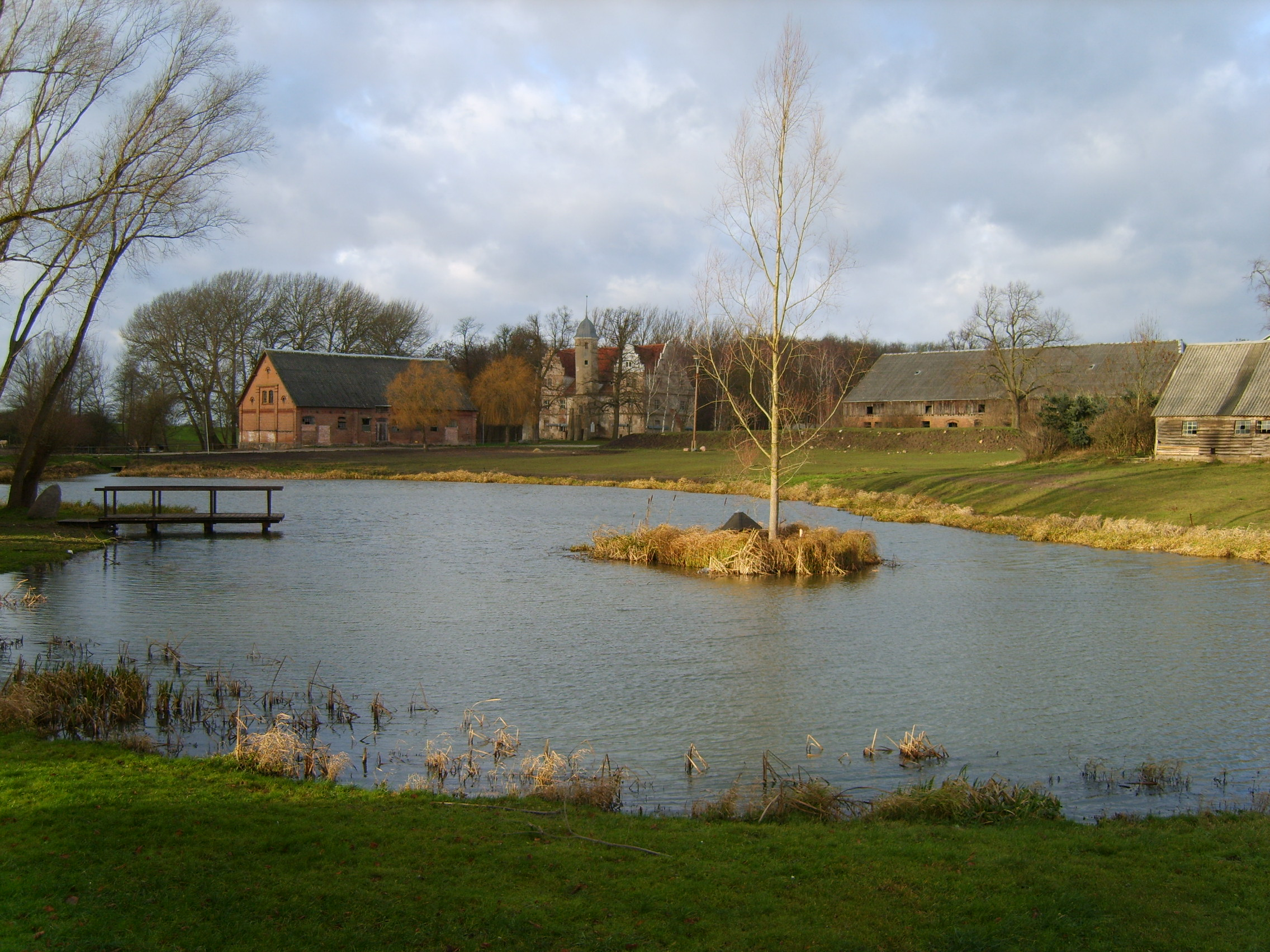
Quilow mit Dorfteich, Gut und Wasserschloss

Quilow ist ein Ortsteil der Gemeinde Groß Polzin im Landkreis Vorpommern-Greifswald in Mecklenburg-Vorpommern. Quilow liegt nördlich der Peene an der Landesstraße 263, etwa elf Kilometer südöstlich von Gützkow und neun Kilometer nordwestlich von Anklam.

Befestigung Stolpmühl-Quilow 1759 mit Wassermühle

## Geschichte
Die erste urkundliche Erwähnung erfolgte 1172 als „villa Quilowe“, als Herzog Bogislaw I. das Dorf dem Kloster Stolpe übereignete. Der slawische Name wird mit „Wehklage“ gedeutet. 1194 überwies der Bischof von Cammin, Siegfried I., dem Kloster den Bischofszehnten aus Quilow und weiteren Orten.

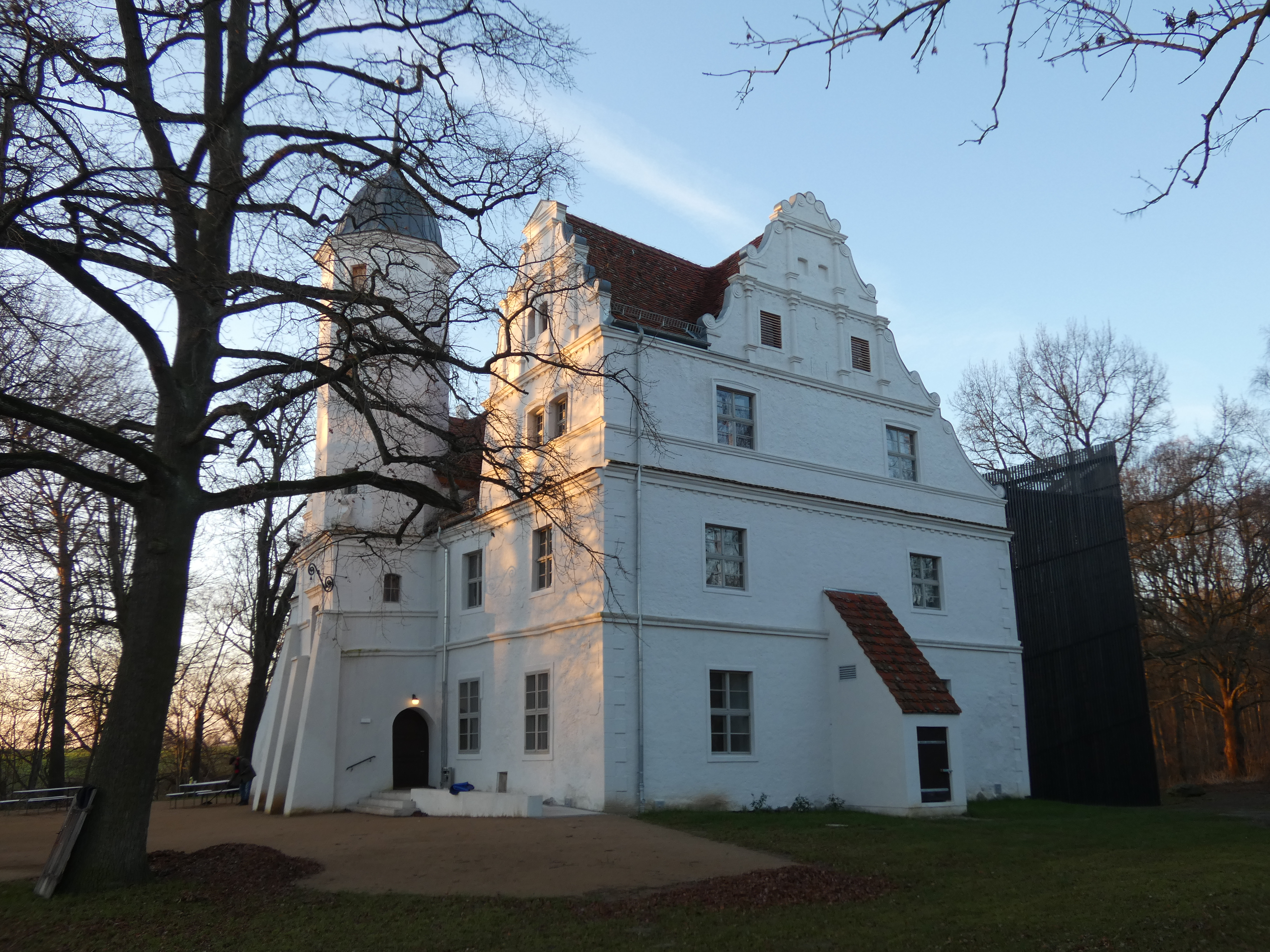
Wasserschloss Quilow (nach der Sanierung im Dezember 2020)

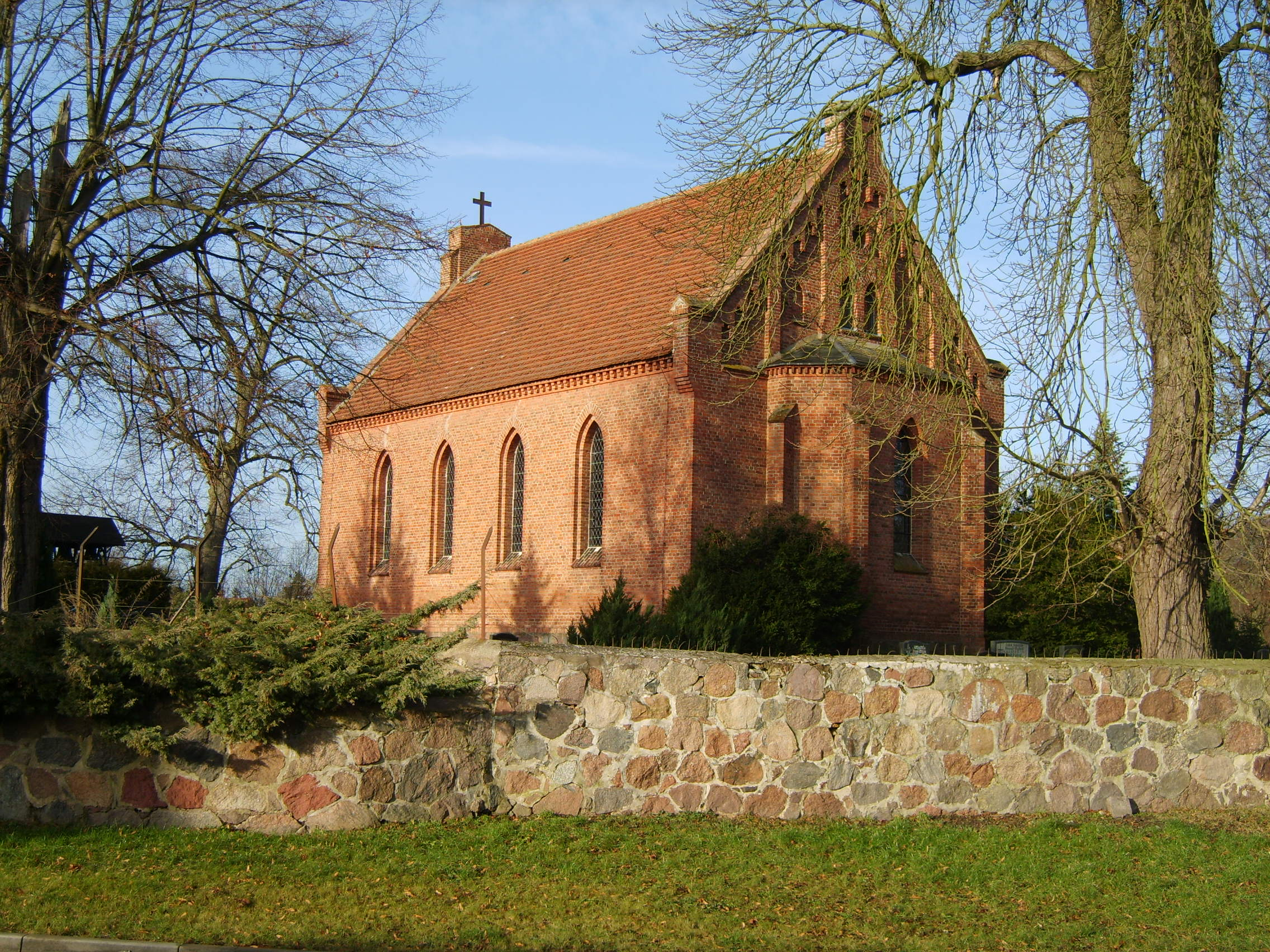
Dorfkirche Quilow

Die Familie von Owstin, die ihren Stammsitz im gleichnamigen Gut Owstin bei Gützkow hatte, kam Ende des 15. Jahrhunderts in den Besitz des Ortes Quilow. 1485 wurde Quilow in einem Lehnsbrief des Herzogs Bogislaw X. für Hans und Claus von Owstin genannt. 1499 kauften die Owstine vom Kloster Stolpe einen Hof in Quilow. In der zweiten Hälfte des 16. Jahrhunderts errichteten sie auf dem von einem Wassergraben umgebenen älteren Turmhügel in Quilow ein Festes Haus, das kurz darauf mit Zwerchhäusern und Kreuzdach im Stil der Renaissance versehen wurde, wodurch es ein schlossartiges Aussehen erhielt.
In der Schwedenzeit gehörte Quilow zum Wolgaster Distrikt. In der Beschreibung des Gutes, die 1694 für die Schwedische Landesaufnahme von Vorpommern erfolgte, wurden neben dem Herrenhaus zehn Wohngebäude gezählt. Eine Wassermühle, die, wie der Burggraben, durch einen zur Peene fließenden Bach gespeist wurde, war um 1800 nicht mehr vorhanden. Stattdessen war eine Windmühle errichtet worden, die aber auch noch vor 1880 abgerissen wurde. Die zweite, größere Wassermühle bei Stolpmühl war noch bis nach 1920 in Betrieb. In der Mitte des 19. Jahrhunderts war der Abbau von Torf in den Wiesen des Peenetals eine wichtige Einnahmequelle des Gutes. Jährlich wurden ungefähr 3500 Klafter – circa 11.500 Kubikmeter – Torf gestochen.
Ab 1818 gehörte Quilow zum preußischen Landkreis Greifswald im Regierungsbezirk Stralsund. Nach dem Aussterben der männlichen Linie der Owstins auf Quilow mit August Philipp von Owstin († 1855) kam das Gut nach Erbstreitigkeiten 1858 durch einen Vergleich an dessen dritte Tochter Sophia Carolina Friederike, die Frau des Landschaftsrates Carl Heinrich von Ploetz. Bis zur Enteignung 1945 war Quilow im Besitz der Familie von Ploetz.
Mit dem Gemeindegesetz vom 1. Mai 1935 wurde die Bildung der Großgemeinde (Verwaltungsgemeinschaft) Quilow aus den bestehenden Gemeinden Schlatkow, Lüssow und Quilow mit folgenden Orten: Owstin, Pentin, Lüssow, Paetschow, Vitense, Schmatzin, Groß Polzin, Schlatkow, Groß Jasedow, Quilow, Wolfradshof angeordnet, es gab aber keine Eingemeindungen. Diese Regelung wurde nach 1945 außer Kraft gesetzt.
Das Wasserschloss Quilow, das zu DDR-Zeiten als Wohnhaus, LPG-Kantine und Gemeindebüro diente, wurde 1959 als Denkmal des Mittelalters restauriert. Es drohte nach der Wende und dem Leerzug zu verfallen. Die Gemeinde führte eine teilweise Gebäudesicherung mittels eines „Stahlkorsetts“ durch. 2007 übernahm die unter Beteiligung der Landesregierung gegründete Stiftung Kulturerbe im ländlichen Raum Mecklenburg-Vorpommern das Schloss von der Gemeinde und begann ein Modellprojekt zur Restaurierung mit Fördermitteln der EU. Neuzeitliche Anbauten (z. B. der rückwärtige Küchentrakt) wurden abgerissen. 2021 fand die Eröffnung des Schlosses mit einer Gastronomie sowie einer teilrestaurierten oberen Etage mit Museumsräumen statt. 
Zu Quilow gehört der Ortsteil Stolpmühl, der nur noch aus zwei Gehöften besteht. Dort befand sich an der Straße zur Peene und zur Stolper Fähre eine Wassermühle, die vom 18. Jahrhundert bis nach 1920 betrieben wurde. Oberhalb der Mühle und am Weg zur Peene befanden sich zur Schwedenzeit umfangreiche Schanzenanlagen, die auf einer schwedischen Karte von 1759 eingezeichnet sind.

## Sehenswürdigkeiten

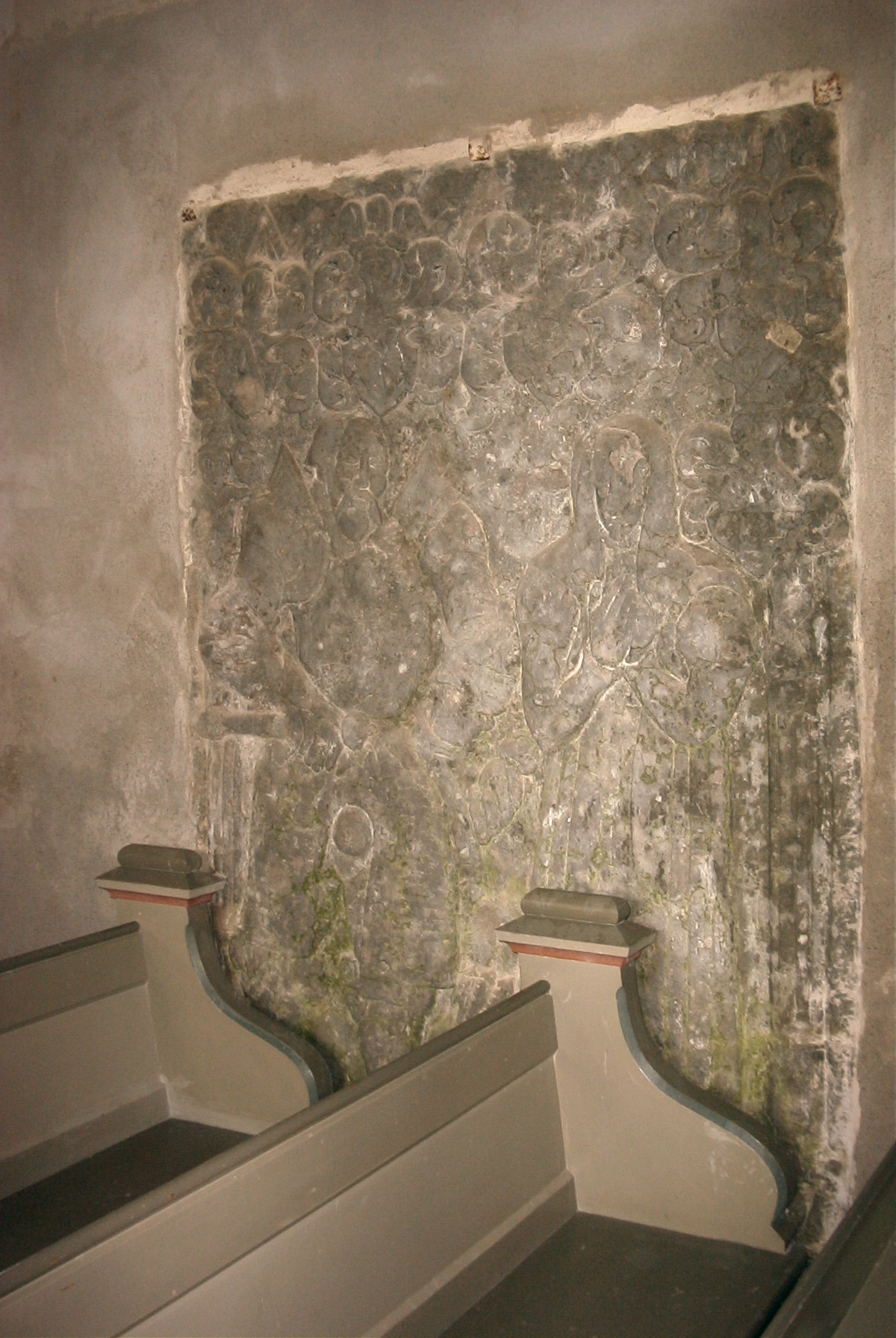
Grabplatte der Owstine in Quilow – 16. Jahrhundert

→ Siehe: Liste der Baudenkmale in Groß Polzin
- Wasserschloss Quilow, Renaissancebau aus dem 16. Jahrhundert, an der Stelle einer älteren Turmhügelburg errichtet
- Dorfkirche Quilow, neugotischer Backsteinbau aus dem 19. Jahrhundert, aufgebaut auf älterem Vorgängerbau. Innen: Grabplatte aus dem 16., Gedenkplatten aus dem 18. und 19. Jahrhundert, sowie zwei gemalten Epitaphien der Owstine mit reich geschnitzten Barockrahmen.
- Gutsanlage Quilow
- Bronzezeitliches Hügelgrab westlich von Quilow
- "Trabbi-Scheune" in Quilow, Sitz, Schrauberwerkstatt und Museum des Trabant-Vereins Anklam

## Söhne und Töchter des Ortes
- Christoph von Owstin (1559–1629), herzoglich pommerscher Hofbeamter und Landrat
- Joachim Kuno von Owstin (1608–1668), deutscher Jurist, mecklenburgischer Hofrat und schwedisch-pommerscher Regierungsrat
- Carl Philipp von Owstin (1736–1811), preußischer General der Infanterie